# 斯图尔特·塞缪尔
斯图尔特·塞缪尔（英語：Stuart Samuel，？—）是一位理论物理学家，因其在引力传播的速度方面的工作和与Alan Kostelecký在弦理论中自发洛伦兹违反方面的工作而闻名，他创建了现在称为Bumblebee（英文的意思是“大黄蜂”）的模型，他还在场论和粒子物理学方面做出了重大贡献。
Samuel于1975年获得普林斯顿大学数学学士学位；1979年获得加州伯克利大学物理学博士学位。他曾是普林斯顿高等研究院的成员，哥伦比亚大学物理学教授，以及纽约市立学院的物理学教授。

## 早期的工作
在他早期的工作中，Samuel使用粒子场论的方法推导出统计力学的结果。 他发现了一个非常简单的方法来解决二维伊辛模型，这被证明等同于费米子粒子的非相互作用场理论。这个方法能快速计算配分函数和相关函数。 Samuel还使用微扰场理论处理某些相互作用的统计力学系统。

## 标量格点量子色动力学（标量格点QCD）
1985年，Samuel和同事K.J.M.Moriarty成为第一批使用计算机模拟格点量子色动力学（简称QCD）获得准确的强子质量谱计算的物理学家。他们使用了一个近似方法，克服了其他理论家当时遇到的困难：他们用自旋为0的标量粒子取代了自旋1/2的费米子夸克。并使用微扰理论处理自旋自由度他们来修正这种近似方法。这种方法有三个好处: (i) 标量夸克需要较少的计算机存储器, (ii) 使用标量夸克的模拟需要较少的计算机时间, 和(iii)它避免了费米子加倍的问题。除了π介子以外，他们的格点QCD计算的介子质量谱和自然界中的介子质量谱几乎一样。关于π介子，由于手征对称性为近似对称性，使用微扰理论处理自旋不是一个好的方法。重子质量谱的格点计算能产生同样好的结果。 Samuel和Moriarty对涉及底夸克的强子进行了质量谱预测, 这些强子尚未在粒子加速器中产生。 除对Λb重子以外[10]这些预测后来都得到了证实。

## 超对称工作
Samuel在超对称最重要的工作是与理论家朱利斯·外斯（德语：Julius Wess）合作出版了《秘密超对称》。 在这项工作中，对超对称被自发破缺的情况，两位物理学家建立了粒子物理学标准模型泛化低能有效理论。主要结论是尽管自发破缺超对称的低能后果可能很少，但在标准模型中除了通常的中性希格斯玻色子之外，至少应该有一个带电希格斯玻色子和两个中性希格斯玻色子。标准模型的所有超对称扩展都有这些额外的自旋为0玻色子粒子。得出的结论是，如果在自然界中发现了额外的希格斯粒子，那么它就暗示了潜在的超对称结构，即使标准模型中粒子的超对称伙伴没有被实验观察到。

## 弦理论工作
Samuel在弦理论最重要的贡献是创造了离质量壳（英文：off-mass shell）共形场论(英文：conformal field theory)。 当用解析延拓使在壳定理条件E2 =  m2c4 + p2c2不再有效时，这个理论可以计算弦状态散射。 因为不可行定理的存在（英文： no-go theorem），弦散射振幅的离质量壳泛化被认为是不可能的。 然而，Samuel能够使用威滕（英语：Edward Witten）的弦场论的表述来实现这一结果，避开了不可行定理的一个数学假设之一（使用无限多的鬼粒子）。

## 玻色子艺彩理论 （英语：Bosonic Technicolor）
Samuel创造了玻色子艺彩理论。 解决级列问题（英语：hierarchy problem）的两种方法是艺彩理论和超对称。前者在味改变中性流(英语：flavor-changing neutral currents)和低质量準戈德斯通玻色子（英语：pseudo-Goldstone boson）方面有困难，后者预测了目前尚未观察到的超对称伙伴 (英语: superpartner) 的粒子。玻色子艺彩理论是艺彩理论的一个版本，它消除了艺彩理论和超对称性分别存在的困难。在这个模型中，超对称伙伴粒子的质量可以是标准模型的通常超对称扩展中的质量一百倍左右。

## 在密集中微子气体中的中微子振荡
因为中微子有质量，所以三种味的中微子（电子中微子νe，渺子中微子νμ和涛子中微子ντ）可以相互变换，这种现象称为中微子振荡。对一个密集中微子气体，确定中微子的振荡模式并不简单。这是因为在气体中单个中微子的振荡取决于附近中微子的味, 附近中微子的振荡取决于该单个中微子（以及附近其他单个中微子）的味。Samuel发明了一个自洽的数学方法来解决这个问题。 他观察到在这种系统中可能发生的一些有趣的现象，包括自诱导的米赫耶夫–斯米尔诺夫–沃尔芬斯坦(Mikheyev-Smirnov-Wolfenstein)效应和参量共振中微子振荡转换。
Samuel和同事Alan Kostelecký用Samuel的发明的数学方法分析了早期宇宙中的中微子震荡。

## 奖项
Samuel的科研获得过许多奖项，包括因杰出计算编程获得控制数据公司PACER奖（与K·M·Moriarty博士合作），洪堡基金会研究奖和Chester–Davis Prize（来自印第安纳大学）。他是1984年被授予艾尔弗雷德·P·斯隆研究奖的90名科学家之一。